# Mairie 10. Arrondissement (Paris)

Logo der Mairie du 10^{e} arrondissement de Paris

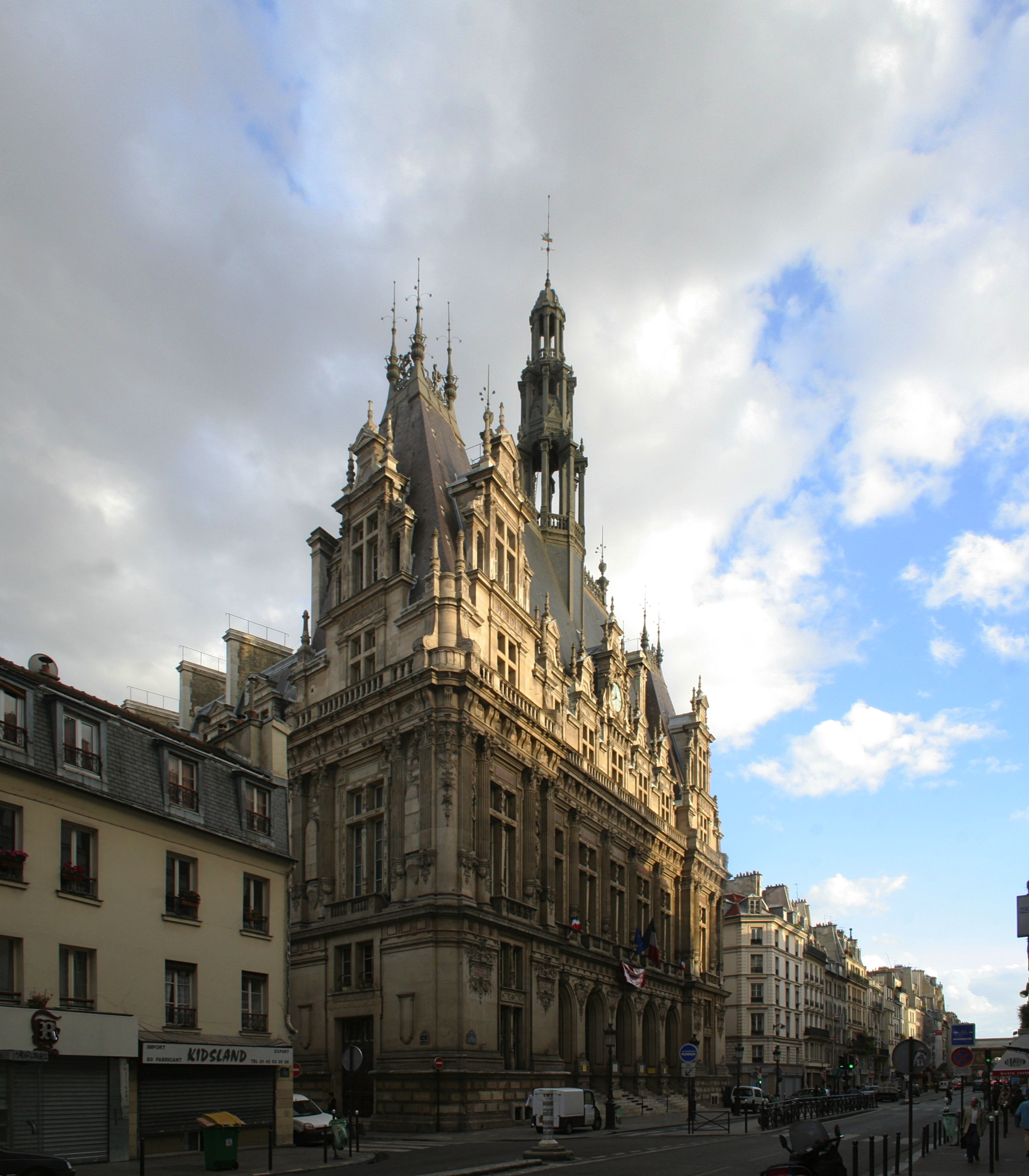
Mairie des 10. Arrondissements

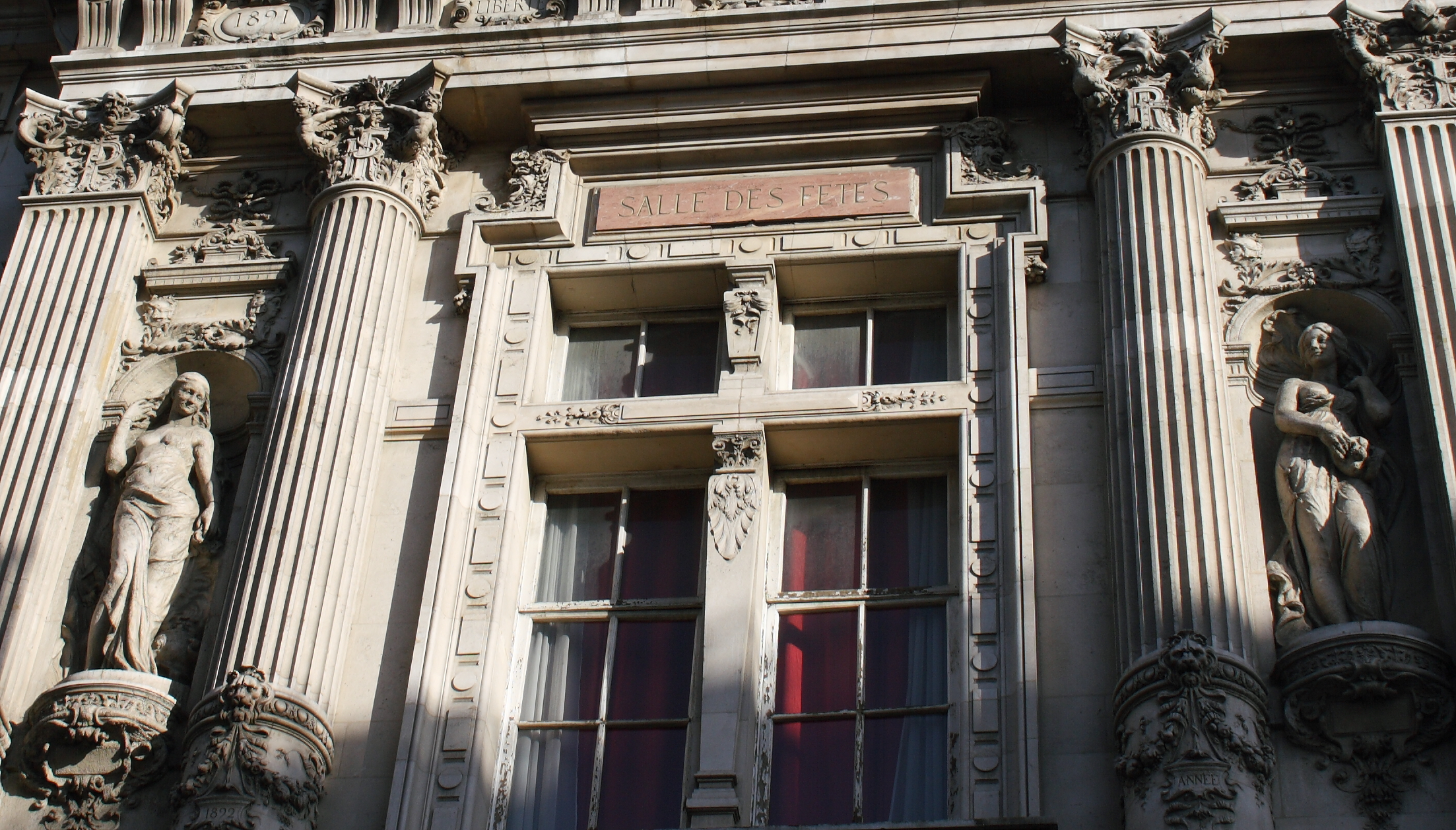
Skulpturen der Fassade

Die Mairie des  10. Arrondissements ist das Bürgermeisteramt und der Sitz der Verwaltung des 10. Arrondissements von Paris. Das Gebäude wird auf allen vier Seiten von Straßen begrenzt: Rue du Faubourg-Saint-Martin, Rue du Château-d’Eau, Rue Pierre Bullet und Rue Hittorf. Der Eingang ist in der 72 Rue du Faubourg Saint-Martin. Die nächsten Metrostationen sind Château d’Eau und Jacques Bonsergent der Linien 4 und 5.

## Geschichte
Nach der Eingemeindung mehrerer Vororte nach Paris im Jahr 1860 wurden die Arrondissements neu aufgeteilt und das 10. Arrondissement in seinen heutigen Grenzen geschaffen. Die Mairie wurde in der ehemaligen Caserne de la Garde municipale untergebracht, an gleicher Stelle, wo von 1892 bis 1896 die heutige Mairie errichtet wurde.
1889 gewann Eugène Rouyer den Architektenwettbewerb für den Bau der neuen Mairie. Nach seinen Plänen wurde das Gebäude ab Anfang 1892 errichtet und am 28. Februar 1896 unter Anwesenheit des französischen Präsidenten Félix Faure eingeweiht. Die Mairie des 10. Arrondissements war die teuerste von allen 20 Mairies in Paris.

## Architektur

### Außen
Die Mairie steht auf einem Untergeschoss aus Bossenquadern, in dem eine Polizeistation, ein Kindergarten und ein Gericht untergebracht sind. Diese sind von außen durch eigene Eingänge erreichbar. Den Haupteingang bildet eine große Freitreppe an der Rue du Faubourg-Saint-Martin. Fünf hohe verglaste Eingangstüren öffnen sich zu einer Vorhalle. Ihre schmiedeeisernen Gitter sind mit dem Buchstaben P für Paris geschmückt und die Agraffen der Portalbögen sind mit Maskaronen versehen. Auf den verzierten Feldern zwischen den Rundbögen sind die Namen der vier Quartiers des 10. Arrondissements eingeschrieben: Saint-Vincent-de-Paul, Porte Saint-Denis, Porte Saint-Martin und Hôpital Saint-Louis. Darüber befinden sich hohe Sprossenfenster, die von kannelierten Halbsäulen mit korinthischen Kapitellen getrennt werden. An der Fassade, hinter der der Trausaal liegt, steht die Inschrift Salle des Mariages. Ebenfalls sind die Bauphasen mit den Jahreszahlen 1893–1894, 1895, 1896 an der Fassade verewigt. Über dem oberen Geschoss ist mittig eine Uhr angebracht und darüber sitzt ein achteckiger Dachreiter mit einer langgezogenen Spitze.
An den drei anderen Seiten der Fassade wurden 1906 Skulpturen von Frauen angebracht, die die wichtigsten Erwerbszweige des Arrondissements darstellen. Les Parfums (Parfümherstellung) von Eugène Ernest Chrestien, Le Théâtre (Theater) von Gaston Veuvenot Leroux, La Passementerie (Posamentenherstellung) von Henri Barrau, La Verrerie (Glasherstellung) von Louis Demaille, La Broderie (Stickerei) von Emmanuel de Moncel de Perrin, La Céramique (Keramikherstellung) von François-Raoul Larche, L’Orfèvrerie (Schmuckherstellung) von Jean Carlus und Les Fleurs artificielles (Kunstblumenherstellung) von Julien Causse.
Entlang der ganzen rückwärtigen Fassade an der Rue Pierre Bullet, hinter der der Salle des Fêtes (Festsaal) liegt, wechseln sich Pilaster und Säulen zwischen den hohen Fenstern ab.

### Innen
Die imposante Eingangshalle ist in Form eines Atriums gebaut ist. Sie wird durch ein Oberlicht in der Decke erhellt. Gegenüber dem Eingang befindet sich die monumentale Ehrentreppe, die zum Festssal und zum Trausaal auf der zweiten Etage führt. Auf halber Höhe teilt sich die Treppe in einen rechten und linken Treppenflügel.
Der Festsaal ist mit zehn Gemälden verschiedener Maler geschmückt. Der Trausaal besitzt an einer Stirnseite das Relief La Fraternité des Peuples (Die Brüderlichkeit der Völker) von Jules Dalou und an der gegenüberliegenden Wand das Gemälde La Famille (Die Familie) von Henri Martin.

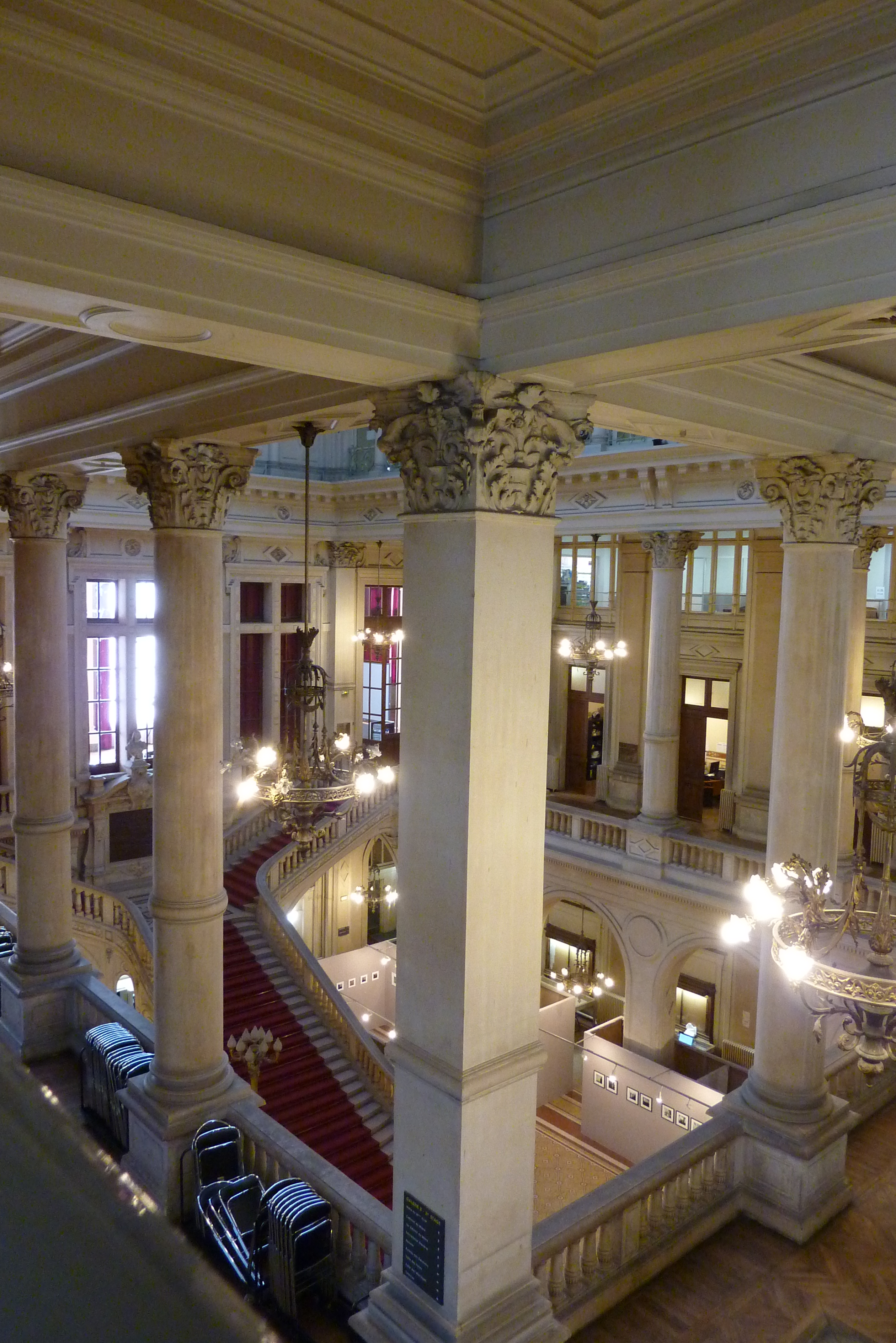
Atrium mit Prachttreppe
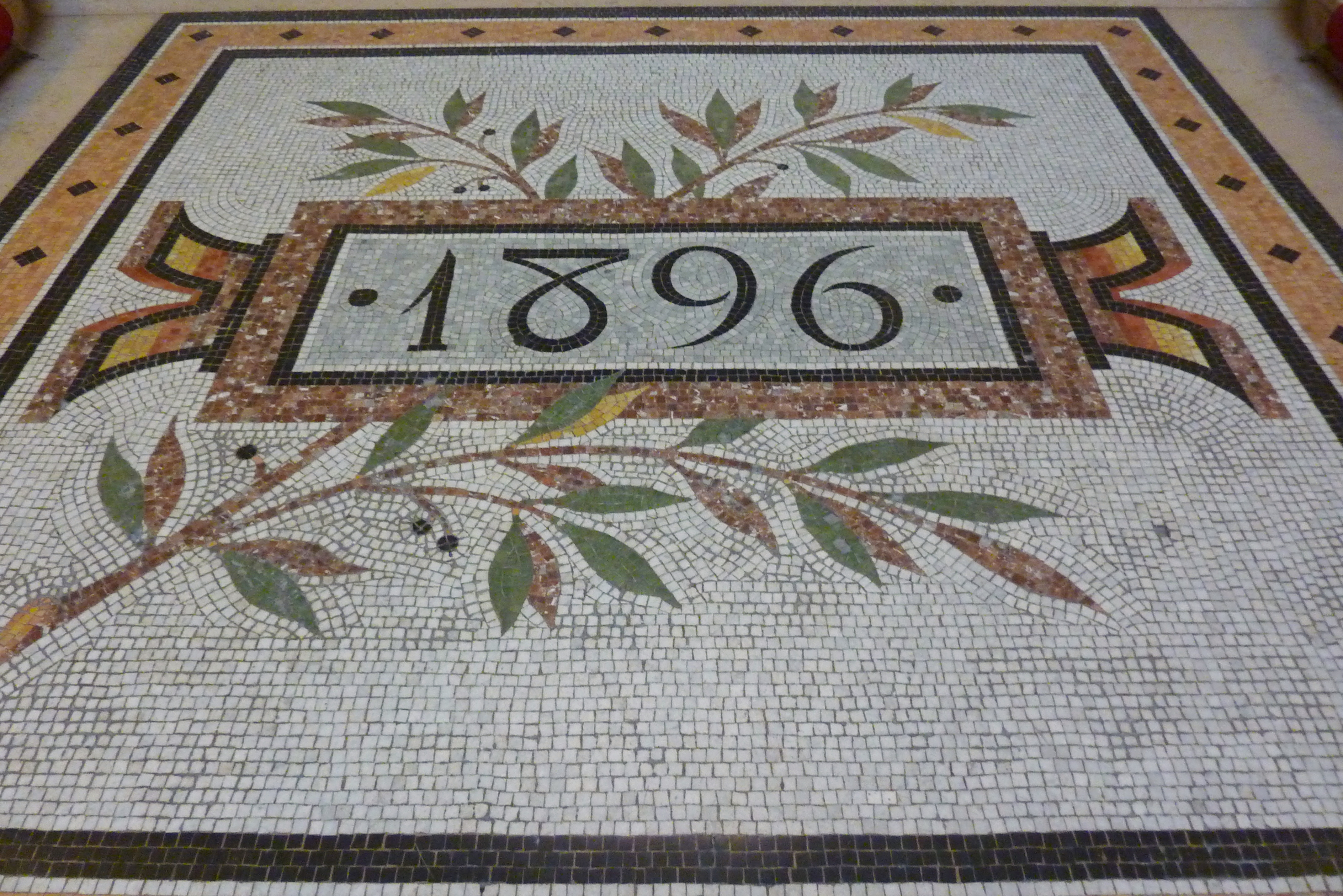
Fußbodenmosaik auf dem Treppenabsatz
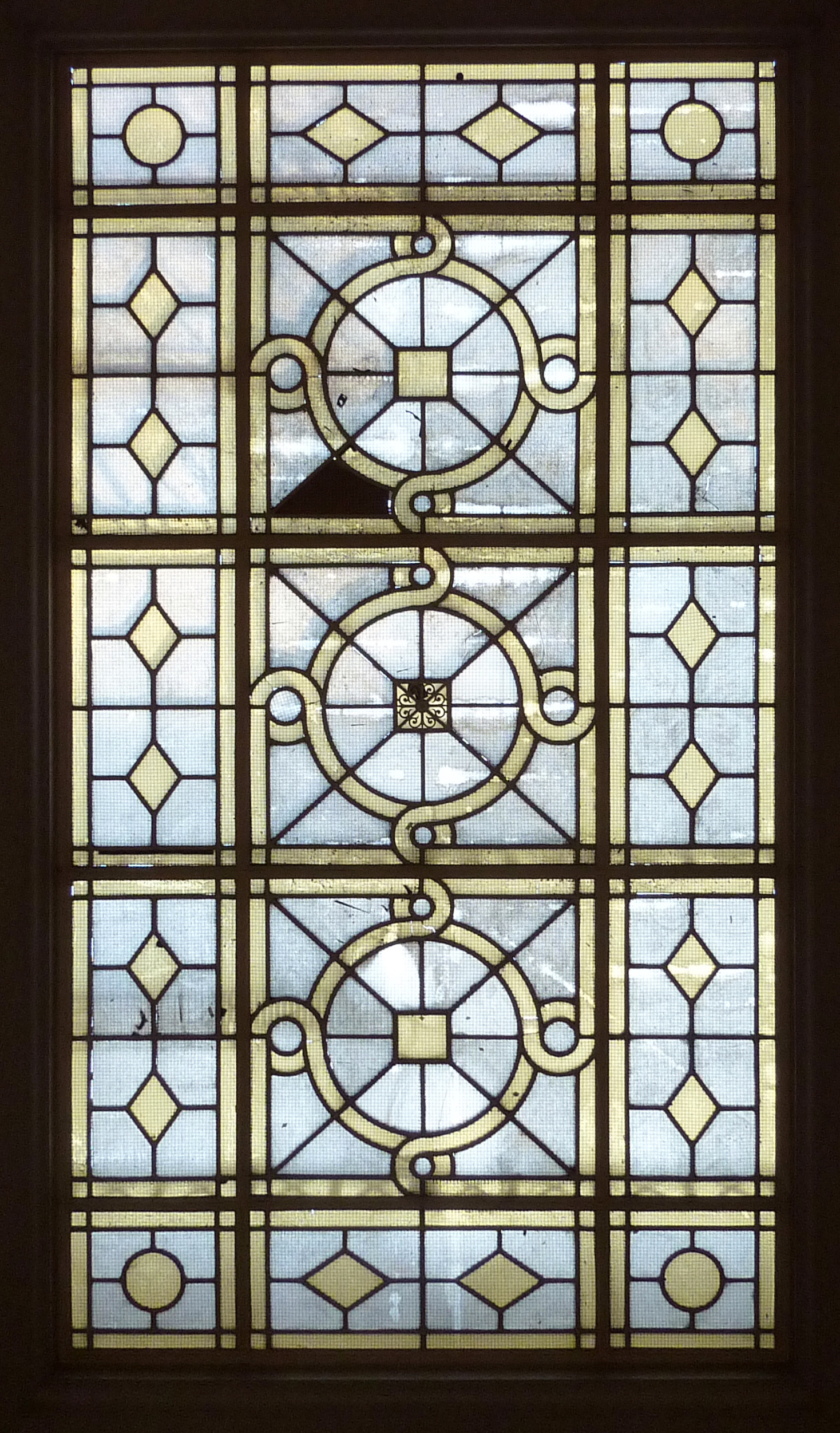
Oberlicht der Eingangshalle
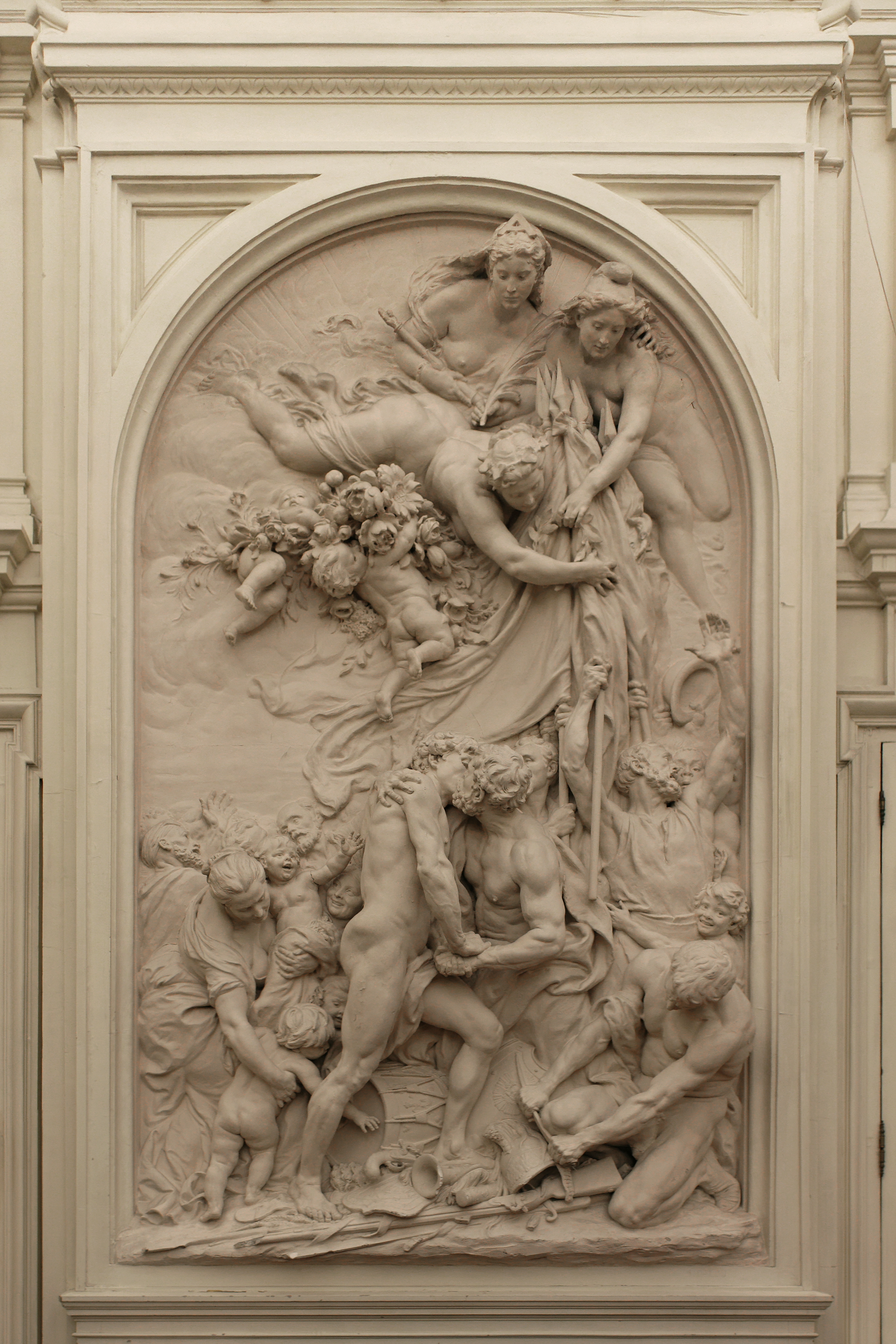
Relief im Trausaal